# Die Braut trug Rot
Die Braut trug Rot (Originaltitel: The Bride Wore Red) ist US-amerikanischer Spielfilm mit Joan Crawford unter der Regie von Dorothy Arzner aus dem Jahr 1937. Er basiert in Teilen auf dem Theaterstück Das Mädchen aus Triest von Ferenc Molnár.

## Handlung
Der Film beginnt in einem Spielkasino in Triest, wo der zynische Baron Armalia die Behauptung aufstellt, dass einzig und allein das Glück der richtigen Geburt die Aristokraten von den einfachen Menschen unterscheiden würde. Einige Zeit später beschließt Baron Armalia, seine These zu beweisen, indem er die arme und ungebildete Nachtclubsängerin Anni Pavlovitch durch viel Geld und eine neue Garderobe in eine hochgeborene Dame verwandelt. Anni, die sich jetzt Anne Vivaldi nennt, begleitet den Baron für zwei Wochen in ein luxuriöses Hotel nach Tirol. Gleich bei ihrer Ankunft lernt Anni, alias Anne Vivaldi, den örtlichen Postboten Giulio kennen, der ein Leben in großer Harmonie führt, seinen inneren Frieden jedoch mit materieller Armut bezahlt. Kaum zur Tür herein, trifft Anni auf ihre alte Freundin Maria, die glücklich als Kammerzofe in dem Hotel arbeitet. Maria warnt Annie eindringlich davor, sich auf Armalia zu verlassen und sich über ihren angeborenen Stand in der Gesellschaft erheben zu wollen.
Später am Abend macht Anni die Bekanntschaft des wohlhabenden Playboy Rudi, der mit seiner Verlobten Maddalena Monti ebenfalls Unterkunft in dem Hotel genommen hat. Rudi verliebt sich in die vermeintlich wohlgeborene Anne Vivaldi, die sich ihrerseits jedoch zu Giulio hingezogen fühlt. Geblendet von dem Wohlstand um sie herum, versucht Anni den verliebten Rudi zu einem Heiratsantrag zu bewegen. Sie verlängert deshalb eigenmächtig den Aufenthalt im Hotel über die zwei Wochen hinaus. Gerade als Anni am Ziel ihrer Wünsche scheint und sie das titelgebende Kleid trägt, kommt die Wahrheit ans Licht: Sie wird vor allen Gästen von Maddalena Monti als Betrügerin blossgestellt. Äußerlich gedemütigt, aber innerlich gereift kommt Anni zu der Gewissheit, wo ihr Platz in der Gesellschaft ist und sie kehrt in die Arme von Giulio zurück.

## Hintergrund
Die Karriere von Joan Crawford stagnierte seit Mitte des Jahrzehnts und näherte sich mittlerweile einer ernsthaften Krise. Unter dem Einfluss ihres zweiten Ehemanns, des Schauspielers Franchot Tone, versuchte Crawford sich als Darstellerin ernsthafter Rollen  zu etablieren. Die Fans, die die Schauspielerin in Romanzen und opulent produzierten Dreiecksgeschichten wie In goldenen Ketten oder Love on the Run bevorzugten, mieden jedoch diese Ausflüge ins dramatische Fach. Besonders der finanzielle Reinfall von Die Braut trug Rot war verantwortlich dafür, dass Crawford Anfang 1938 als Kassengift bezeichnet wurde, da ihre Filme nicht länger für volle Kinos sorgten. Der Misserfolg des Films zeichnete sich schon vor Beginn der Dreharbeiten ab. Ursprünglich sollte Luise Rainer die Hauptrolle der Anni in der Verfilmung von Das Mädchen aus Triest des Autors Ferenc Molnár spielen. Die Schauspielerin fiel jedoch bei den Studioverantwortlichen in Ungnade, nicht zuletzt, weil sie Clifford Odets, einen bekennenden Kommunisten heiratete. Die Rolle ging daraufhin an Joan Crawford und das gesamte Drehbuch wurde komplett umgeschrieben. Aus der am Leben verzweifelten Prostituierten wurde jetzt eine etwas desillusionierte Cabaretsängerin. Die ursprüngliche Zielsetzung des Stücks, soziale Verwerfungen in der Gesellschaft aufzuzeigen und die mitunter dubiose Moral der sogenannten Oberschicht bloßzustellen, wurde komplett herausgestrichen. Am Ende stand eine für Crawford typische Geschichte über den Aufstieg einer Frau aus ärmlichen Verhältnissen in die High Society, komplett mit aufsehenerregenden Kostümen und zwei Verehrern. Der finanzielle Reinfall ging auch darauf zurück, dass Crawford im Gegensatz zu nahezu allen vorherigen Filmen am Ende ihre soziale Stellung nicht dauerhaft verbessern kann, sondern es beim status-quo-ante bleibt. Die weiblichen Fans erwarteten jedoch von einem Crawford-Film die Schilderung vom Aufstieg einer Frau aus teilweise ärmsten Verhältnissen in der sozialen Hierarchie, verbunden mit materieller Sicherheit. In vergleichbarer Weise verweigerte nur Laughing Sinners von 1931 den Zuschauern die üblichen Erwartungen und auch dieser Film blieb bei den Einspielergebnissen hinter den Erwartungen zurück.
Die Regie wurde von Dorothy Arzner übernommen, einer der wenigen weiblichen Regisseure in Hollywood. Die zuerst freundschaftliche Atmosphäre zwischen Arzner und Crawford, die sich schon auf dem Set von The Last of Mrs. Cheyney kennengelernt hatten, wo Arzner bei einigen Szenen Regie führte, trübte sich im Verlauf der Dreharbeiten jedoch ein. Am Ende sprachen die beiden Frauen kein Wort mehr miteinander. Arzners Vertrag mit MGM wurde unmittelbar nach Beendigung des Films aufgelöst und Arzner sollte erst 1940 wieder Regie führen. Später versöhnten sich die beiden Frauen allerdings offensichtlich wieder, denn als Arzner sich in den 1950er-Jahren bereits lange aus dem Filmgeschäft zurückgezogen hatte, überzeugte sie Joan Crawford als damalige Pepsi-Konzernsprecherin dazu, für die Regie Dutzender Werbefilme für den Konzern wieder hinter die Kamera zurückzukehren.
Der Chefdesigner Gilbert Adrian entwarf für Crawford das titelgebende Kleid, das aus hunderttausenden von Metallpailetten der Schauspielerin praktisch auf den Leib geschneidert wurde. Das Kleid wog 25 kg und kostete über 10.000 US-Dollar in der Herstellung. Maria Riva berichtet in ihrer Biographie über ihre Mutter Marlene Dietrich ausführlich darüber, wie sehr Dietrich diese Kreation bewundert habe. Mitte 1939 wurde es, nur etwas umgearbeitet, von Jeanette MacDonald in Broadway Serenade getragen.
In Österreich kam der Film 1938 unter dem Titel Das unbekannte Mädchen in den Verleih.

## Kinoauswertung
Ein Budget von 960.000 US-Dollar machte aus Die Braut trug Rot eine überdurchschnittlich teure MGM-Produktion. Der Film spielte in den USA lediglich 852.000 US-Dollar ein, zu denen weitere 425.000 US-Dollar von den Auslandsmärkten kamen. Bei kumulierten Einnahmen von 1.277.000 US-Dollar stand am Ende ein Verlust von 271.000 US-Dollar für das Studio.

## Kritiken
Die meisten Kritiker betonten den Kontrast zwischen der Banalität des Drehbuchs und der opulenten Ausstattung des Films.
Howard Barnes befand in der New York Herald Tribune:

„Joan Crawford hat einen glamourösen Glanztag in ‚Die Braut trug Rot‘ […] Mit einer neuen Frisur und weitaufgerissenen Augen spielt sie zunächst eine Herumtreiberin, eine feine Dame und eine Dorfschönheit mit der wohlbekannten Crawford-Manier. Es ist nicht ganz allein ihre Schuld, dass sie am Ende immer sie selber bleibt.  [Der Film] hat keine dramatische Überzeugung und wenig von dem komischen Flair, aus dem der Film amüsant und leicht geworden wäre. Ihr Vergnügen an dem Film hängt davon ab, wieviel von Miss Crawford Sie aufeinmal ertragen können.[…] Die Regie von Dorothy Arzner ist durchweg interessant und manches Mal..sogar ausgesprochen innovativ, aber insgesamt ist sie nicht in der Lage, diesem inhaltsleeren Cinderella-Traum mehr als eine hübsche Fassade zu geben.“